# Card Captor Sakura - Clear Card Arc
Pour les articles homonymes, voir Sakura (homonymie) et CCS.
Autre
Card Captor Sakura - Clear Card Arc (カードキャプターさくら クリアカード編, Kādokyaputā Sakura Kuria Kādo-hen) est un shōjo manga écrit et illustré par le collectif d'auteures CLAMP. Il est prépublié depuis juin 2016 dans le magazine Nakayoshi et compilé en 16 volumes reliés par Kōdansha. La version française est publiée par Pika Édition depuis le 15 novembre 2017. L'histoire fait suite au manga de 1996 Cardcaptor Sakura, des mêmes auteures et se centre sur les années collège de l'héroïne Sakura Kinomoto.
Une adaptation en série télévisée animée par Madhouse est diffusée, en 22 épisodes, du 7 janvier au 10 juin 2018 sur la NHK au Japon. En France, cette adaptation est initialement diffusée en simulcast sur la plateforme Wakanim et intègre le catalogue de ADN en novembre 2018. Une édition intégrale sort le 11 mai 2022 chez l'éditeur Kana Home Video en format Blu-Ray ; après avoir essayé pendant près de quatre ans de produire un doublage français avec la distribution historique de la franchise – pour des raisons de popularité du produit et du coût d'un doublage, cela s'est révélé irréalisable,.
Une suite de l'anime est en production.

## Synopsis
Au mois d’avril, alors que les cerisiers sont en pleine floraison, Sakura Kinomoto entame son année de cinquième. Elle est folle de joie de retrouver son cher Shaolan, revenu au Japon, qui fréquente le même collège qu’elle. Mais une nuit, elle fait un rêve étrange. À son réveil, toutes ses cartes sont devenues transparentes. C’est le début d’une histoire inédite, celle des mystérieuses Clear Cards.

## Manga
Card Captor Sakura - Clear Card Arc est écrit et illustré par le collectif d'auteures CLAMP. Sa prépublication débute dans le mensuel de shōjo manga Nakayoshi avec le numéro de juillet 2016, sorti le 3 juin. En France, le manga sort à partir du 15 novembre 2017 dans la collection Purple Shine de l'éditeur Pika Édition, d'une traduction signée Fédoua Lamodière.

## Anime
Une adaptation en série télévisée animée est diffusée, en 22 épisodes, du 7 janvier 2018 au 10 juin 2018 entre 7 h 30 et 7 h 55 à raison d'un épisode par semaine sur la NHK au Japon à l'occasion du 20e anniversaire de Sakura, chasseuse de cartes. La production est composée du réalisateur Morio Asaka, de la scénariste Nanase Ohkawa et du studio Madhouse, revenant de la série animée originale pour cette suite. Kunihiko Hamada remplace Kumiko Takahashi en tant que chara designer et les principaux comédiens de doublage japonais reviennent également pour reprendre leurs rôles. En France c'est Wakanim qui assure le simulcast via sa plateforme de streaming et diffuse l'animé en version originale sous-titrée français dès le 7 janvier 2018. C'est Marylou Leclerc qui se charge de la traduction et de l'adaptation pour la plateforme Wakanim.
L'anime est aussi disponible sur la plateforme ADN en novembre 2018.
Un prologue en OAV intitulé Sakura et les deux oursons sort le 13 septembre 2017 et fait le pont entre les histoires des arcs Card et de Clear Card, cet OVA est distribué sur un disque DVD présent dans le troisième coffret collector de la série. Il est diffusé, en France, sur Wakanim le 31 décembre 2017. 
La série sort au Japon en huit Blu-ray et DVD entre mai et novembre 2018. En France, l'éditeur Kana annonce initialement l’acquisition de la série, le 2 juillet 2018, pour une sortie prochaine. Néanmoins, le 16 avril 2020, l'éditeur annonce des difficultés sur le coût de production du doublage français avec le casting français original de Sakura, chasseuse de cartes, popularisé auprès d'une génération par sa diffusion hertzienne en 2001. Le 18 novembre 2020, l'éditeur déclare ne pas vouloir faire quelque chose de déceptif pour les fans de la version française de M6, mais que Sakura et cette suite ne rencontrent pas de vente auprès de la télévision, à qui appartient le budget d'un doublage pour l'éditeur, par manque de succès auprès du public et des chaînes ; « Actuellement il n'y a pas de vente télé pour Card Captor Sakura, ça ne marche pas, le public ne s'y trouve pas, les chaînes de télés ne s'y trouvent pas. ». Le 11 mars 2022, Kana Home Video annonce Card Captor Sakura - Clear Card Arc en coffret Blu-Ray pour une sortie le 11 mai 2022 dans leur collection VOSTFr ; l'éditeur souligne sur ses réseaux sociaux que l'absence de doublage n'est pas un choix de leur part, condamnant l'indifférence des chaînes de télévisions : « Aucune chaîne de TV en France n'est intéressée [...] face à cela il n'y avait que 2 choix, ne rien faire du tout (pas de coffret), ou proposer la VOSTFR »,.
Une suite à l'anime, adaptant la série jusqu'à sa conclusion, est annoncée en avril 2023.